# جان دیتز
جان دیتز (انگلیسی: John Dietz; ۲۴ نوامبر ۱۸۷۰ – ۱۱ اکتبر ۱۹۳۹) تیرانداز اهل ایالات متحده آمریکا بود.
وی در مسابقات کشوری و بین‌المللی در مجموع برندهٔ ۲ مدال طلا شده‌است.